# Муромцовка
Муромцовка — село в Эхирит-Булагатском районе Иркутской области России. Входит в состав Новониколаевского муниципального образования. Находится примерно в 18 км к северо-востоку от районного центра.

## Население
По данным Всероссийской переписи, в 2010 году в селе проживали 202 человека (96 мужчин и 106 женщин).